# 信任供给
信任供給（英語：Confidence and supply），或稱信任供给协议，是指在西敏制下的议会民主国家，執政黨與議會內其他政黨或無黨籍人士締結協議合作以維繫政權的政治型態，主要出現在少數派政府。締結信任供給協議的議員，在信任动议和拨款法案时投贊成票或弃权，以表达对执政党的支持，但他们仍然有权利在与自身相关的政策投票支持，或依良心为法案进行投票。
相較於信任供給，聯合政府是更正式的安排，因为小党（例如议会最大党外的政党）的成员可以在内阁中占有一席之地、或者担任黨鞭，更可能获得部长职位。

## 信任
在大多数的议会民主国家中，国会议员可以对政府或行政议会提出不信任或信任动议。这些动议的结果表明政府目前在议会中有多少支持票。如果政府不够支持票或不信任议案通过，政府领导通常将会辞职并允许其他政治人物组成新政府或举行选举。
另外可能需要一定代價才能組成政府。

## 供应
大多数议会民主国家都需要通过拨款法案来获得年度国家预算，有时也包括一些财政措施，以便政府实践和制定政策。若无法通过拨款法案，实际上和不信任动议通过相同。在现代早期的英格兰，扣留资金是议会控制皇室的方式之一。

## 各国例子

### 澳大利亚
澳大利亚工党的吉拉德政府和後續的第二次陸克文內閣在2010年澳大利亚联邦大选产生懸峙議會后组成少數派政府，并获得三名无党籍议员和一名澳大利亚绿党议员的信任供应。

### 加拿大
首相贾斯汀·特鲁多的執政自由黨在2022年3月和新民主党在联邦议会达成信任供给协议，确保可以执政到2025年，令自由黨事實上成為了多數政府，不過新民主黨亦可以隨時違反協議。2024年9月4日，新民主黨終止了此信任供給協議。

#### 安大略省
1985年安大略省级选举的22天后，安大略進步保守黨政府宣布辞职，并由安大略自由黨在安大略新民主党的信任供应下组成政府，而两党之间的协议也被称为"The Accord"（协议）。

#### 卑詩省
2017年卑詩省级选举后，卑詩绿党同意和卑詩新民主黨签署信任供应协议。而卑詩自由黨试图组建政府，但被民主党和绿党联合的不信任动议击败。

### 印度
在1989年和1996年执政的第三阵线由除印度国民大会党和印度人民党之外的其它政党组成。
印度共产党（马克思主义）也在2004至2008年给予国民大会党信任供应，直到印度－美国民用核协议才停止。

### 爱尔兰
2016年愛爾蘭大選后爱尔兰统一党和一些无党籍议员获得共和党的信任供应，组成少数政府，也是共和党作为对政府公布的一系列政策承诺的回报。 共和党对信任供应投票时需弃权，但有权利在爱尔兰众议院或参议院提议的任何法案投支持或反对。该协议持续到2020年中，兩黨歷史性連同綠黨聯合執政為止。

### 日本
信任供給在日本政界稱為「閣外協力」（日语：／ kakugai kyōryoku */?），擁有國會席位的在野黨在沒有黨員入閣的狀態下與執政黨簽訂政策協定，以在各種議案上支持執政黨。最近一次閣外協力狀態出現在2016年至2017年組成的第3屆安倍第2次改組內閣，包括新黨大地、日本之心兩個政黨。

### 马来西亚
在2018年5月9日举行的马来西亚第14届全国大选中，希望聯盟在馬來西亞下議院赢得113席。尽管已经拥有简单多数席位来组成政府（112席），赢得8席的沙巴民族复兴党、沙民统以及之后加入公正党的三名国会议员仍然承诺将支持联盟。有鉴于此，希望联盟和两个信任供给的合作政党组成一个达安全线（125席）的马来西亚政府。2020年2月因希望联盟内部分裂而倒台后，一度出现无人过半的悬峙国会，直到其中一派与原本的反对党国阵、伊斯兰党、砂盟、沙巴团结联盟等组成议席刚好过半的联合政府，其中砂盟及沙巴团结联盟即在新政府中扮演了关键的信任供给角色。

### 新西兰
2008年新西兰大选时，由约翰·基领导的新西兰国家党获得行動紐西蘭、联合未来党和毛利党的信任供应，得以组成少数政府。同样的情况发生在2005年，使由海伦·克拉克领导的工党与进步党组成联合政府，并获得 新西蘭第一黨和联合未来党的信任供应。在2014年大选后，国家党再次获得行動紐西蘭、联合未来党和毛利党的信任供应。2017年，尽管国家党获得的普选票比工党多，但行动纽西兰选择和工党合作以实现政党轮替，并获得左翼的绿党支持。

### 英国
在1977至1978年期间，由詹姆斯·卡拉漢领导的工党和自由党签署信任供给协议，也被称为自由党－工党协议。作为回报，工党同意为自由党提供温和的政策让步。
2017年英國大選后，由文翠珊领导的保守党无法取得简单多数，只好和北爱尔兰民主统一党签署信任供给协议。

#### 下放政府
由于使用了比例代表制，苏格兰和威尔士下放立法机构更常出现信任供给协议。
蘇格蘭議會：苏格兰民族党和苏格兰绿党之间有信任供给协议。
威爾斯國民議會：威尔士劳工党和威尔士党之间有类似的合作协议，直到2017年10月。

### 备注
1. ↑  Otherwise, when it is proposed by the Government itself upon a piece of legislation, "the Chambers are enslaved in the exercise of their principal function just because it was thought that their being master of the fiduciary relationship were to be reaffirmed on each bill": Argondizzo, Domenico; Buonomo, Giampiero. . Mondoperaio.net. April 2014  [2018-06-14]. （原始内容存档于2016-03-24）. – Questia